# Филарет (Малышевский)
Епископ Филарет (в миру Фома Фёдорович Малышевский; 1807, село Рогино, Рогачевский уезд, Могилёвская губерния — 7 (19) февраля 1873) — епископ Русской православной церкви, епископ Нижегородский и Арзамасский.

## Биография
Родился в 1807 году в селе Рогине Рогачевского уезда Могилевской губернии в семье священника.
Первоначально обучался в Полоцкой семинарии, а затем в Главной семинарии при Виленском Университете.
1 июня 1830 года окончил курс семинарии со степенью магистра богословия.
1 сентября того же года определен учителем Полоцкой духовной семинарии, а 8 ноября рукоположён во священника целибатом.

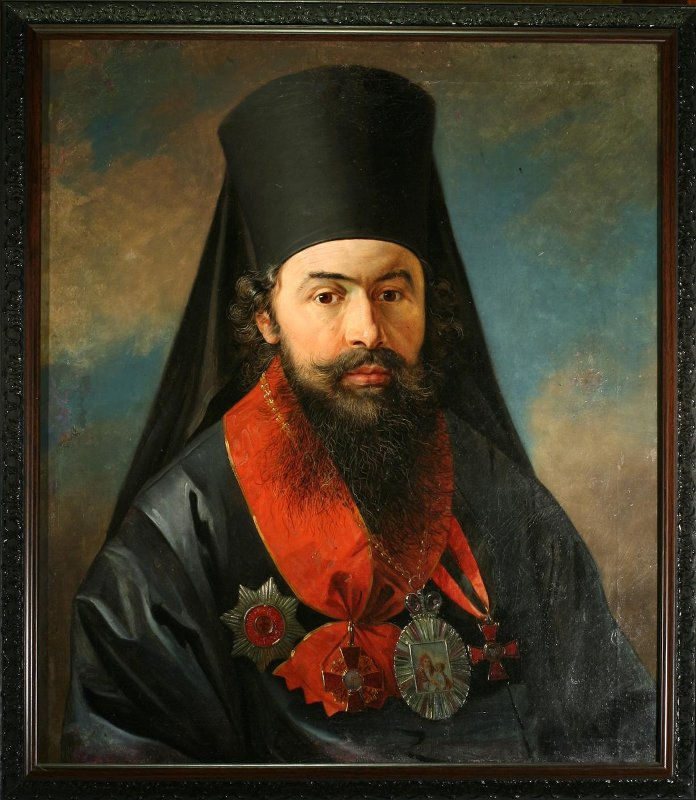
Портрет архиерея Филарета (Фомы Малишевского)

В 1831 году командирован в Санкт-Петербург для слушания словесных наук в университете.
14 февраля 1833 года назначен преподавателем Полоцкой семинарии, а 14 июня перемещён учителем в Литовскую семинарию.
С 1836 года состоял членом Литовской духовной консистории.
15 июля 1837 года возведен в сан протоиерея.
15 сентября 1837 года вторично назначен в Полоцкую семинарию на должность инспектора и профессора библейской и церковной истории и нравственного богословия.
6 марта 1839 года принят в общение Православной Церкви, вместе с другими униатами.
13 февраля 1840 года назначен ректором Полоцкой семинарии и председательствующим Белорусской духовной консистории.
10 августа того же года принял монашество, а на другой день, 11 августа, возведен в сан архимандрита.
С 1843 года состоял благочинным монастырей Полоцкой епархии, а по должности ректора не раз ревизовал окрестные духовные учебные заведения.
С 15 апреля 1849 года — ректор Литовской семинарии и настоятель Виленского Свято-Троицкого монастыря.
28 мая 1851 года хиротонисан во епископа Ковенского, викария Виленской епархии.
13 сентября 1860 года назначен епископом Уфимским и Мензелинским.
С 1864 года — присутствующий в Св. Синоде.
28 февраля 1869 года переведен епископом Нижегородским и Арзамасским.
12 апреля 1870 года награждён орденом Святого Александра Невского. В Высочайшем рескрипте, данном на его имя, говорилось: «начавшееся под мудрым руководством приснопамятного митрополита Литовского Иосифа (Семашко) пастырское поприще ваше постоянно ознаменовывалось особым усердием, кротким и благоразумным управлением, неутомимою деятельностью на пользу Богом данной вам паствы и ревностною попечительностью о просвещении заблудших чад церкви православной…».
Скончался 7 февраля 1873 года.